# Osztott címer
Az osztott címer olyan, melynek pajzsa több mezőből áll vagy több pajzs összetételéből létrejövő összetett címer.
A régebbi és a modern szakirodalomban sincs egyértelműen meghatározva, hogy mikor lehet egy címert osztottnak tekinteni. Egyes szerzők ilyennek tekintik azt a címert is, mely külsőre egyszerűnek tűnik, de valójában több címer címerábráiból tevődik össze. Bárczay Oszkár például a következő egyesítési módokat sorolja fel egy pajzson: a) a mesteralakok vagy címerképek egymás fölé, vagy egymás mellé helyezése (pl. II. András pecsétjén a vágások és az egymás felé menő oroszlánok egyesítése), b) egy pajzsnak a másikra való helyezése (ez a boglárpajzsok és más kispajzsok alkalmazását jelenti), c) a pajzs mezőjének hasítása, vágása, négyelése stb., d) a címereknek a többszörösen hasított vagy vágott stb. pajzs részekre osztott pajzsmezőjének egyes tagjaiba való helyezésével. Egyes német szerzők ennél több címeregyesítési módot is megkülönböztetnek.
Ez az eljárás sok bizonytalanságot okoz, nem mindig egyértelmű, különféle magyarázatokat tesz lehetővé és megköveteli a címer történetének ismeretét. Ezért az axiomatikus szemlélet jegyében a történeti, kulturális és más szempontokat elhagyva, a szerkezeti szemlélettel összhangban jól meg lehet állapítani az egyszerű és az összetett címerek definícióját, ami olyan axiomatikus metodológiáknak is elengedhetetlen kelléke, mint a címerhatározás. Ezen szerkezeti és axiomatikus szemlélet szempontból az osztott és egyesített címer (OSZ) az, amelyik:
1. A többnemű alapon színváltó címerábrát tartalmaz.
2. A többnemű alapon a címerábra csak az egyik vagy legalább egy mezőre van ráhelyezve.
3. a) A pajzsfő és a pajzstalp csak akkor számít mezőnek, ha az összetett pajzsokban külön mező funkcióját tölti be (ha pl. borításuk megegyezik a címerpajzs egyéb részeinek borításával és/vagy más címerábra is van bennük).
b) Az osztóvonal által tagolt egyféle borítású alap akkor is osztott címernek számít, ha a mezők egyikében sincs egyéb címerábra vagy ha a fő címerábra az egyféle borítású mezők mindegyikére rá van helyezve (mivel ezek semmilyen egyszerű címer kategóriába sem sorolhatók be).
4. A címer osztott: a) ha az egyféle borítású alapon az osztóvonalon mesteralak van (pl. cölöp vagy egyéb címerábra), a címer osztott, ha a mesteralak (esetleg a címerkép) helyzetéből logikusan osztott címerre következtethetünk,
b) ha a többnemű alapon az osztóvonalon mesteralak van (pl. pólya vagy egyéb címerábra), és az ilyen módon elválasztott mezők legalább egyikében egyéb címerábra is van, a címer ugyancsak osztott lesz.
5. Osztott címernek számít mindenféle címer, melyen boglárpajzs vagy bármilyen helyzetben egyéb díszített kispajzs található (mint pl. Litvánia címerében a lovas kezében tartott kettős keresztes pajzs), mivel ezen címereket legalább két másik címerpajzsból állították össze—kivéve a művészcímert, mely osztatlan címernek számít.
6. Osztott címernek számít az egyesített címer is (mivel összetett).

## Példák
OSZ. 1. 

OSZ. 2. 

OSZ. 3. a. 

OSZ. 3. b. 

OSZ. 4. a. 

OSZ. 4. b. 

OSZ. 5. 

Boglárpajzzsal és más díszített kispajzsokkal ellátott pajzsok. A díszített pajzsok bármilyen pozícióban osztott címert eredményeznek, mert az ilyen címerről azt kell feltételeznünk, hogy legalább két címer összetételéből jött létre.
Alattuk nem díszített kispajzsos címerek láthatók, melyek így nem osztott, hanem egyszerű címerek. A díszítetlen pajzsok nem külön címer, hanem címerkép funkciót töltenek be, mint pl. a művészcímernél. Az utolsó címer a fenti díszített pajzsot viselő sas pontos megfelelője, de a címer egyszerű, mivel a kispajzs nem díszített. Az alsó sor első címere nem a vakpajzsok, hanem a négyelés miatt osztott pajzs.
OSZ. 6. 